# セキユウティン
セキユウティン（本名：石昱婷、英語：SHI Yuting、1998年3月5日 - ）は、福井県出身の、中華人民共和国の女子プロゴルファーである。所属はミツウロコグループホールディングス。実妹のセキユウリ（石昱莉）もプロゴルファーである。

## 来歴
父親の仕事の都合で日本で生まれ4歳頃に中国へ移住、その後7歳からゴルフを始める。
アマチュア時代からプロの試合にも出場しており、中国女子プロゴルフ協会（CLPGA）ツアー初出場は2009年の「中国女子オープン」（予選落ち）、全米女子プロゴルフ協会（USLPGA）ツアー初出場は2013年の「レインウッドパインバレーLPGAクラシック」（中国開催、55位タイ）である。
主なアマ成績として、CLPGAツアー「上海クラシック」（2010年3位、2013年2位）、同ツアー「重慶チャレンジ」（2012年2位）がある。
2014年にプロ転向。同年大韓民国・仁川で開催された「第17回アジア競技大会・ゴルフ競技」において個人4位、団体3位となる。
2015年、台湾女子プロゴルフ協会（TLPGA）ツアー「TLPGAオープン」で2位となる。
2016年、CLPGAツアー「珠海横琴チャレンジ」（珠海横琴梧桐树国际女子挑战赛）でプロ初優勝。同年同ツアー年間獲得賞金ランキング（賞金ランク）1位となり賞金女王に輝く。同年日本女子プロゴルフ協会（JLPGA）の最終プロテストに進出し、1打及ばず不合格。JLPGAのファイナルクォリファイングトーナメント（QT）に進出し16位となり、翌シーズンのJLPGAツアー出場資格を得た。
2017年からJLPGAツアーでの登録名をセキユウティンとし、TPD単年登録者として（呼称は当時）JLPGAツアーに参戦、賞金ランク78位となる。同年サードQTのB地区51位でファイナルに進めなかった。同年CLPGAツアーにおいては「北京レディースクラシック」（乐卡克北京女子精英赛）優勝がある。
2018年はCLPGAツアーと、JLPGA下部のステップ・アップ・ツアーに並行して参戦。また、同年JLPGA最終プロテストに2度目の進出を果たすが、3日目までに6オーバーとなりファイナルラウンドに進めなかった。同年JLPGAファイナルQTで82位。同年CLPGAツアーにおいては「北京レディースクラシック」でプレーオフの末連覇を果たす。
2019年はCLPGAツアーと、JLPGA下部のステップ・アップ・ツアーに並行して参戦。6月の「日医工女子オープン」で下部ツアーながら日本初優勝を果たす。同年ステップ・アップ・ツアー優勝の資格でJLPGA最終プロテストに進出、8位タイとなり3度目の挑戦で合格。
2020年1月1日付でJLPGA入会し、92期生となる。同年2月にはミツウロコグループホールディングスと所属契約を結んだことが発表された。同年12月11日、ツアー外競技の「JLPGA新人戦 加賀電子カップ」で優勝。
2022年9月のゴルフ5レディスプロゴルフトーナメントにて最終日最終組でプレーし、13ホールでイーグルを出し単独首位に立つが、18ホールを終わった段階で吉田優利と-12アンダーで並んでプレーオフになり、2ホール目でバーディーとして、JLPGAツアー初優勝を果たした。

## 人物
美貌の持ち主としても知られる。

## トーナメント優勝

### ツアー優勝

#### JLPGAツアー (1)
| No. | Date         | Tournament                            | スコア              | 2位との差  | 2位（タイ） |
| --- | ------------ | ------------------------------------- | ------------------- | ---------- | ----------- |
| 1   | 2022年9月4日 | ゴルフ5レディスプロゴルフトーナメント | −12（66-73-66=204） | プレーオフ | 吉田優利    |